# Parque nacional Antisana
El parque nacional Antisana (PNA) es un área protegida la cual se localiza en la cordillera Real de los Andes, entre las provincias de Napo y Pichincha, y comprende los bosques andinos y páramos localizados en las planicies y estribaciones del volcán del mismo nombre. El volcán Antisana tiene una altura de 5758 m s. n. m.  El área de conservación colinda con dos parques nacionales, al norte con el parque nacional Cayambe-Coca, el parque nacional Sumaco Napo-Galeras al noroeste y la reserva biológica Colonso Chalupas al suroeste. 
El parque fue creado inicialmente como reserva ecológica Antisana (REA), establecida en julio de 1993 por el Estado ecuatoriano, en el año 2021 se realizó el cambio de categoría mediante acuerdo ministerial y cambiando su denominación oficial a parque nacional Antisana. La Fundación Antisana cumple un rol importante en su manejo y conservación. El área de conservación y en su zona de influencia, además de proyectos de investigación, hay proyectos sociales. Algunos de los trabajos que se realizan en las comunidades representan alternativas a los sistemas tradicionales de producción, como son los criaderos de truchas (Papallacta-Cosanga) o agricultura orgánica hidropónica.
Todo el parque está destinado a la conservación de la diversidad biológica, con énfasis especial en los humedales y cabeceras de algunos ríos, importantes fuentes de agua para Quito y otras poblaciones aledañas. En los alrededores del parque, existen haciendas y pequeñas propiedades agrícolas y ganaderas.

## Característica biológicas
Según datos del ministerio, el parque protege varias formaciones vegetales, nueve tipos de ecosistemas, donde se incluye los glaciares del volcán Antisana.
En las estribaciones de la cordillera oriental, el área protegida conserva vegetación de bosque siempreverde montano (se distribuyen entre los 600 y 1300 m s. n. m.); en los sectores norte y centro de la cordillera oriental se protege sectores de bosque siempreverde montano bajo que se encuentra a una altitud entre los 1300 a 2000 m s. n. m., entre los 2000 y 2900 m s. n. m. se desarrollan bosques de neblina, a partir de los 2900 y 3600 m s. n. m. se encuentra bosque de ceja o bosque siempreverde montano alto. Los sectores de páramo en el PNA se distribuyen entre los 2100 4500 metros de gran importancia hídrica. Sobre los 4500 metros se desarrolla un tipo de vegetación compuesta por líquenes y musgo denominado gelidofitia.

### Flora
El parque posee una gran variedad florística, que se encuentra relacionada con el amplio rango altitudinal de que cubre. La zona alta y situada entre los 3100 y 4700 m s. n. m., la vegetación herbácea y arbustiva de poca altura, con algunas plantas provistas de hojas vellosas y gruesas que les permiten soportar los vientos y cambios drásticos de temperatura. En las zonas de los páramos altos, existe un alto porcentaje de endemismo, registrándose seis especies de las familias Brassicaceae, Gentianaceae y Poaceae.
La zona baja, ubicada entre los 1200 y 3100 m s. n. m., abarca las dos terceras partes del parque y comprende bosques de alta montaña poco intervenidos, principalmente por las pendientes pronunciadas y la dificultad de acceso. Los bosques de la zona baja presentan áreas naturales en buen estado de conservación, constituyéndose en un refugio para especies amenazadas, tales como cedro, nogal, laurel de cera, motilón, arrayán y palma de ramos.

### Fauna
Los mamíferos están representados por setenta y tres especies, pertenecientes a veintitrés familias. Aunque no hay mucha información sobre la fauna de la reserva, se sabe que existen importantes poblaciones de algunos mamíferos altoandinos como el oso de anteojos (Tremarctos ornatus), el puma (Puma concolor), el tapir andino (Tapirus pinchaque), el zorro colorado (Pseudalopex culpaeus), el venado de páramo (Odocoileus ustus) y la comadreja andina (Mustela frenata). Existen cuarenta y dos especies de los anfibios, entre ellas el osornosapo de Antisana (Osornophryne antisana), especie casi exclusiva de la Reserva. Hasta hace pocos años era un sitio importante para ranas del género Atelopus, pero su estado actual es desconocido. Hay además diecinueve especies de reptiles, el mayor número de especies pertenecientes a la familia Gymnophthalmidae.
La cantidad de información existente sobre la avifauna del parque también es limitada. Se ha podido recopilar información sobre la parte alta únicamente, por lo que se espera que la diversidad de especies sea notablemente superior. Se han reportado cincuenta especies en el área de la laguna La Mica y sus alrededores, además de unas ciento quince especies en el área de la cuenca alta de los ríos Quijos y Cosanga y en la parte de la cordillera de Huacamayos. Entre ellas se incluyen el cóndor andino (Vultur gryphus), el macá plateado (Podiceps occipitalis) y la bandurria andina (Theristicus branickii), para las cuales esta reserva ecológica es el sitio más importante en el país.